# Station Górki Szczukowskie
Station Górki Szczukowskie is een spoorwegstation in de Poolse plaats Górki Szczukowskie.